# أريفالو
بلدية أريفالو (بالإسبانية: Arévalo) هي بلدية تقع في مقاطعة آبلة التابعة لمنطقة قشتالة وليون وسط إسبانيا.

## الديموغرافيا
يبلغ عدد سكان بلدية أريفالو 8.099 نسمة عام 2011 (وفقاً للمعهد الوطني للإحصاء الإسباني).
| 7.359 | 7.451 | 7.549 | 7.745 | 8.030 | 8.099 |

## توأمة
لأريفالو اتفاقيات توأمة مع:
- أوتون